# Fakirerpool Young Men’s Club
Der Fakirerpool Young Men’s Club (bengalisch ফকিরেরপুল ইয়াং মেনস ক্লাব) ist ein professioneller Fußballverein aus Dhaka in Bangladesch. Aktuell, Stand Oktober 2024, spielt der Verein in der ersten Liga des Landes, der Bangladesh Premier League.

## Erfolge
- Bangladesh Championship League: 2015/16, 2023/24
- Dhaka Senior Division Football League: 2007/08, 2010, 2014
- Dhaka First Division Football League: 1993, 2003/04
- Dhaka Second Division League: 1987
- Dhaka Third Division League: 1960

## Stadion
Der Verein trägt seine Heimspiele im Bir Shrestha Shahid Sipahi Mohammad Mostafa Kamal Stadium in Kamalapur im Distrikt Kumilla aus.

## Trainer
Stand: Oktober 2024
| Trainer       | von             | bis   |
| ------------- | --------------- | ----- |
| Divaldo Alves | 18. August 2024 | heute |

## Saisonplatzierung
| Saison  | Liga                           | Level | Platz            |
| ------- | ------------------------------ | ----- | ---------------- |
| 2014/15 | Bangladesh Championship League | 2     | 7.               |
| 2015/16 | Bangladesh Championship League | 2     | 1.               |
| 2017    | Bangladesh Championship League | 2     | 4.               |
| 2018/19 | Bangladesh Championship League | 2     | 7.               |
| 2019/20 | Bangladesh Championship League | 2     | Keine Austragung |
| 2020/21 | Bangladesh Championship League | 2     | 7.               |
| 2021/22 | Bangladesh Championship League | 2     | 6.               |
| 2022/23 | Bangladesh Championship League | 2     | 4.               |
| 2023/24 | Bangladesh Championship League | 2     | 1. ▲             |
| 2024/25 | Bangladesh Premier League      | 1     | 8.               |